# Hans Wessely

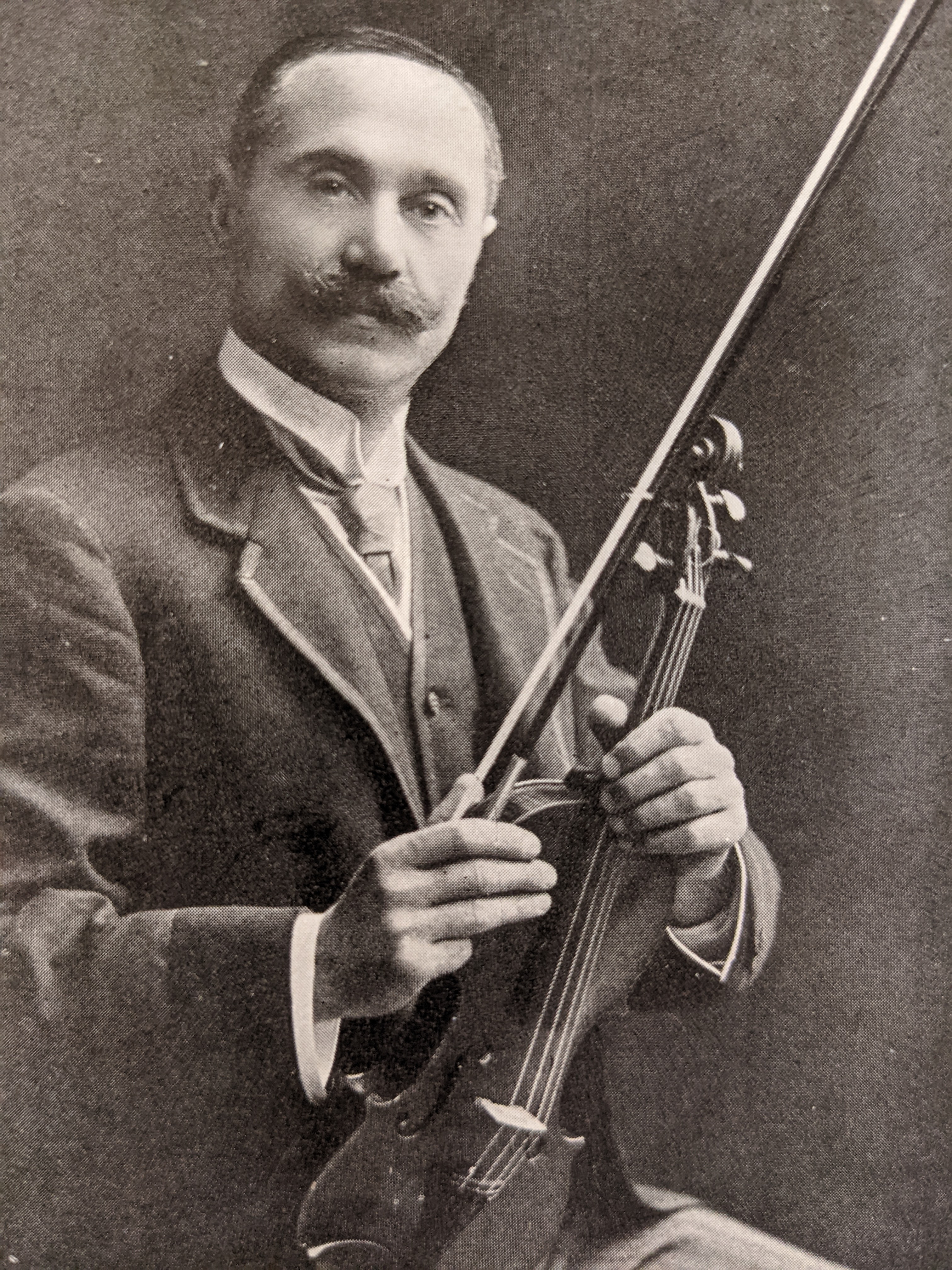
Hans Wessely (circa 1910)

Hans Wessely (* 23. Dezember 1862 in Wien; † 29. September 1926 in Innsbruck) war ein österreichischer Geiger und Musikpädagoge.
Wessely studierte von 1873 bis 1878 Violine bei Karl Heissler und Joseph Hellmesberger senior am Wiener Konservatorium und nahm danach privaten Unterricht bei Jakob Grün. Ab 1889 war er Professor an der Royal Academy of Music in London, wo Spencer Dyke, Albert Sandler und Paul Scherman zu seinen Schülern zählten.
Neben einigen kammermusikalischen Werken verfasste er ein Etüdenbuch für die Violine (Comprehensive scale manual for the violin), das 1890 erschien. Von 1901 bis 1916 leitete er das Wessely String Quartet, dem Spencer Dyke, Ernest Tomlinson (im Jahr 1901 zunächst Lionel Tertis) und Patterson Parker angehörten. Als Solist trat er unter der Leitung von Dirigenten wie Hans Richter, August Manns, Henry Wood, Alexander Mackenzie, York Bowen und Arthur Sullivan auf.

## Weblink
- Hans Wessely: "Comprehensive scale manual for the violin"